# Pachycondyla rufonigra
Pachycondyla rufonigra är en myrart som först beskrevs av Clark 1934.  Pachycondyla rufonigra ingår i släktet Pachycondyla och familjen myror. Inga underarter finns listade i Catalogue of Life.